# Edotia magellanica
Edotia magellanica là một loài chân đều trong họ Idoteidae. Loài này được Cunningham miêu tả khoa học năm 1871.